# 蔡文範
蔡文範（1542年—？），字道華，又字伯華，號青門，江西瑞州府新昌縣人，民籍，明朝政治人物。

## 生平
嘉靖四十三年（1564年）甲子科江西鄉試第五十五名舉人。隆慶二年（1568年）中式戊辰科會試第一百十八名，二甲第七十一名進士。初授刑部主事，以忤张居正，星变考察左迁闽盐官（福建都轉運鹽使司判官）。復除兵部主事，十三年五月与翰林院编修黄洪宪主考福建乡试。升武库司郎中，出为湖广提学佥事，參粵藩（廣東參議）。

## 著作
著有《縉雲齋稾》、《甘露堂集》。

## 家族
曾祖蔡廷珍，封大理寺左寺副；祖父蔡純夫；父蔡誠，母胡氏；繼母徐氏、熊氏。具庆下。弟文簡。